# Stipa bhutanica
Stipa bhutanica là một loài thực vật có hoa trong họ Hòa thảo. Loài này được Noltie miêu tả khoa học đầu tiên năm 1999.